# Can Tito Serra Nou
Can Tito Serra Nou és una obra eclèctica d'Alella (Maresme) inclosa a l'Inventari del Patrimoni Arquitectònic de Catalunya.

## Descripció
És un edifici civil, una casa gairebé cúbica, coberta per una teulada a quatre vessants i format per una planta baixa i dos pisos, del qual destaca el superior per les seves nou arcades de mig a cada façana. A la part frontal només n'hi ha tres d'obertes.
La planta baixa es prolonga lateralment en dos murs coronats amb merlets. L'element més remarcable de la construcció és la pedra vista o maçoneria.

## Història
Construït al segle xix dins el mateix recinte que l'anterior per tal de substituir-lo.